# Барри, Джек (бейсболист)
Джон Джозеф Барри (англ. John Joseph Barry; 26 апреля 1887, Мериден, Коннектикут — 23 апреля 1961, Шрусбери, Массачусетс) — американский бейсболист и тренер. Играл на позициях второго базового и шортстопа. Карьеру в Главной лиги бейсбола провёл в составах клубов «Филадельфия Атлетикс» и «Бостон Ред Сокс». Четырёхкратный победитель Мировой серии. В 1917 году выполнял обязанности играющего тренера Ред Сокс. С 1921 по 1961 год он занимал пост главного тренера команды колледжа Святого Креста, в 1952 году привёл её к победе в студенческой Мировой серии.

## Биография
Джон Барри родился 26 апреля 1887 года в Меридене в штате Коннектикут. Он был старшим ребёнком в семье владельца салуна Патрика Барри и его супруги Мэри, эмигрировавших в США из Ирландии. Бейсболом он увлёкся в детстве, играя с мячом на принадлежавшем семье участке. Барри учился в церковно-приходской школе Сент-Роуз и старшей школе Меридена. В составе бейсбольной команды последней он дважды выигрывал чемпионат Коннектикута. Осенью 1902 года он поступил в подготовительную школу колледжа Святого Креста, где учился в течение двух лет. Ещё четыре года Барри провёл в колледже. Всё это время он продолжал играть. К весне 1908 года им заинтересовался ряд клубов Главной лиги бейсбола.
Перед началом сезона Барри подписал контракт с «Филадельфией Атлетикс», главный тренер которых Конни Мак следил за ним в течение трёх лет. Мак любил трудолюбивых и верующих игроков без вредных привычек, поэтому Барри отлично вписался в его команду. В Главной лиге бейсбола он дебютировал летом 1908 года и до конца сезона играл на второй и третьей базах, а также шортстопом. Успешно играя в защите, он составил эффективную связку с Эдди Коллинзом. Их тандем многие называли лучшей парой игроков инфилда в истории. На бите Барри не был столь успешен, оставаясь в тени более известных партнёров, но заработал репутацию игрока, удачно действующего в ключевые моменты игр. Помимо этого, он был мастером бантов.
С 1910 по 1914 год «Атлетикс» четыре раза становились победителями Американской лиги и трижды выигрывали Мировую серию. В 1910 году в финальных матчах против «Чикаго Кабс» Барри отбивал с показателем 23,5 %, уступая партнёрам в эффективности, но тренер соперников Фрэнк Ченс назвал его сильнейшим шортстопом, которого он когда-либо видел. В 1911 году он также был признан одним из лучших игроков серии.
После поражения в Мировой серии 1914 года Конни Мак продал ряд ведущих игроков команды. В их число вошёл и Барри, летом 1915 года перешедший в «Бостон Ред Сокс». Всю оставшуюся часть карьеры он провёл на второй базе, которую сам считал более простой позицией для игры. Сезон для него закончился четвёртой в карьере победой в Мировой серии, Барри стал первым игроком, добившимся подобного успеха. В 1917 году он был играющим главным тренером «Бостона» и привёл команду ко второму месту в Американской лиге.
В конце 1917 года, после вступления США в Первую мировую войну, Барри был призван на службу в резерв военно-морских сил. В звании старшины он тренировал бейсбольную команду Чарлзтаунской верфи, а затем был переведён в школу мичманов. Полностью пропустив сезон 1918 года, Барри вернулся в «Ред Сокс», где новым тренером стал Эд Барроу, а место игрока второй базы занял Дэйв Шон. В июне 1919 года его обменяли обратно в «Атлетикс», но на поле Барри больше не выходил, через несколько недель решив закончить карьеру из-за проблем с коленями.
После завершения выступлений Барри со своей супругой Маргарет переехали в Шрусбери. Город располагался недалеко от Вустера, где он с 1912 года помогал тренерам бейсбольной команды колледжа Святого Креста. В 1921 году он стал главным тренером команды и занимал этот пост более сорока лет. За время работы Барри «Холи Кросс Крусейдерс» одержали 619 побед при 147 поражениях. В 1952 году команда стала победителем студенческой Мировой серии. В 1956 году Барри был избран в Зал спортивной славы колледжа.
Джек Барри скончался 23 апреля 1961 года в своём доме в возрасте 73 лет. Причиной смерти стал рак лёгких. Похоронен он на кладбище Святейшего Сердца в Меридене. В Шрусбери в его честь назван один из парков.